# Laura Villa
Dilia Consuelo Fuertes conocida como Laura Villa (1981,Tunja), es una médica y exguerrillera colombiana  de las Fuerzas Armadas Revolucionarias de Colombia - Ejército del Pueblo (FARC-EP).

## Biografía
De familia de clase media, la cuarta de cuatro hijos, todos cursaron carreras universitarias. Sus padres eran trabajadores oficiales del Estado, su madre como secretaria y su padre como auditor. Cursó estudios de primaria y secundaria en un colegio público, el Colegio de Boyacá. Luego desde 1996 cursó estudios universitarios en la carrera de medicina en la Universidad Nacional hasta el 2002, cuando decidió entrar a la guerrilla.

### Militancia en las FARC-EP
En la guerrilla fue integrante del Bloque Oriental y centró su actuar en la formación del sistema de salud de las FARC-EP: atender heridos, dar instrucción en salud y manejo de hospitales móviles y la coordinación política.
Participó en la Mesa de negociaciones en La Habana entre las FARC-EP y el gobierno Santos, que dieron como resultado los Acuerdos de Paz en 2016.

### Después de los acuerdos
Hace parte del  Consejo Nacional de Reincorporación (CNR). Se especializó en Salud Pública.